# ジョー・クラーク
シャルル・ジョセフ・“ジョー”・クラーク（フランス語: Charles Joseph "Joe" Clark, 1939年6月5日 - ）は、カナダの政治家、実業家、大学教授で、元ジャーナリスト。1979年6月から1980年3月まで、第21代首相を務めた。

## 来歴
アルバータ州ハイリバーに生まれる。
アルバータ大学で政治学の学士・修士を得る。ダルハウジー・ロースクールにも進むが学生自治会、進歩保守党、学生新聞などに参加し学位を得ず、その後ブリティッシュコロンビア大学に転校するが再び学生自治会で活動し、その後進歩保守党に参加した。
比較的経験が浅かったにもかかわらず、短期間で連邦政府での政治で頭角を現し、1972年総選挙で下院議員となり、1976年の進歩保守党党首選挙で党首の座を獲得、1979年総選挙で自由党のピエール・トルドー政権を破り政権を獲得した。40歳の誕生日の1日前に39歳で首相となり、カナダ史上最も若い首相となった。在任期間は短く、予算案否決で解散し、1980年の総選挙では再び進歩保守党が敗北し、1983年の党首選挙でも敗北した。
1984年、ブライアン・マルルーニー政権で再び閣僚に復帰したが、1993年の総選挙に出馬せず一旦引退した。1998年に政界復帰し、2003年まで党首を務め、2000年から2004年まで下院議員を務めた。その後政界を引退し、政治学の教授とコンサルティング業を営む。
カナダ勲章コンパニオンを受勲。